# John Adams Hyman

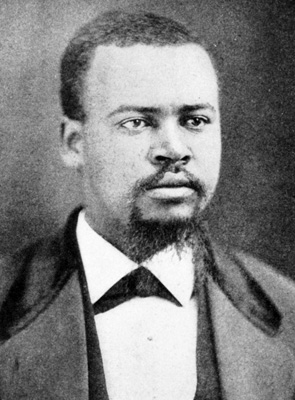
John Adams Hyman

John Adams Hyman (* 23. Juli 1840 bei Warrenton, Warren County, North Carolina; † 14. September 1891 in Washington, D.C.) war ein US-amerikanischer Politiker. Zwischen 1875 und 1877 vertrat er den Bundesstaat North Carolina im US-Repräsentantenhaus.

## Werdegang
John Hyman wurde als Sklave geboren und wuchs in der Sklaverei auf. Zwischenzeitlich wurde er nach Alabama verkauft. Nach dem Bürgerkrieg und der Abschaffung der Sklaverei in den Vereinigten Staaten kehrte Hyman nach North Carolina zurück, wo er in der Landwirtschaft arbeitete. Gleichzeitig besuchte er Schulen, um sich ein Basiswissen anzueignen. Außerdem begann er sich für Politik zu interessieren. Hyman wurde Mitglied der Republikanischen Partei. Im Jahr 1865 war er Delegierter auf einer Bürgerrechtsversammlung in North Carolina. Von 1868 bis 1874 saß er im Senat von North Carolina. Bei den Kongresswahlen des Jahres 1874 wurde er im zweiten Wahlbezirk seines Staates in das US-Repräsentantenhaus in Washington gewählt, wo er am 4. März 1875 die Nachfolge von Charles R. Thomas antrat. Da er im Jahr 1876 von seiner Partei nicht zur Wiederwahl nominiert wurde, konnte er bis zum 3. März 1877 nur eine Legislaturperiode im Kongress absolvieren.
Nach seinem Ausscheiden aus dem US-Repräsentantenhaus betätigte sich Hyman wieder in der Landwirtschaft. In den Jahren 1877 und 1878 arbeitete er für die Steuerbehörde im vierten Finanzbezirk von North Carolina. Nachdem er sich mit seiner Kirchengemeinde überworfen hatte, die ihm Veruntreuung von Geldern vorwarf und nicht damit einverstanden war, dass Hyman einen Handel mit alkoholischen Getränken betrieb, zog dieser in die Bundeshauptstadt Washington. Dort arbeitete er zeitweise für das Post- und das Landwirtschaftsministerium. John Hyman starb am 14. September 1891 in Washington. Er hinterließ eine Frau und vier Kinder.